# Mmasekgoa Masire-Mwamba
Pour les articles homonymes, voir Masire et Mwamba.
Mmasekgoa Masire-Mwamba est une femme politique botswanaise née le 7 mars 1960, secrétaire générale adjointe du Commonwealth de 2008 à 2014.

## Biographie
Masire-Mwamba est la fille de l'ancien président du Botswana Ketumile Masire, mort le 24 juin 2017.
En novembre 2015, elle arrive deuxième derrière Patricia Scotland de la Dominique lors de la réélection du secrétaire général du Commonwealth, perdant 26 voix à 24.

### Famille
Masire-Mwamba est mariée à Trevor Mwamba (en), ancien évêque du Botswana puis recteur de Barking dans l'Est de Londres.